# Laccophilus bacchusi
Laccophilus bacchusi är en skalbaggsart som beskrevs av Michel Brancucci 1983. Laccophilus bacchusi ingår i släktet Laccophilus och familjen dykare. Inga underarter finns listade i Catalogue of Life.